# Серпень 2000
Серпень 2000 — восьмий місяць 2000 року, що розпочався у вівторок 1 серпня та закінчився у четвер 31 серпня.

## Події
- 12 серпня — російський підводний човен «Курськ» затонув. Усі 118 людей, які були на борту, загинули.
- 25 серпня — у Суперкубку УЄФА турецький «Галатасарай» переміг іспанський «Реал».
- 27 серпня — загорілась Останкінська телевежа, троє людей загинуло.